# Johanna Jackson
Johanna Jackson (Johanna Frances „Jo“ Jackson; * 17. Januar 1985 in Middlesbrough) ist eine britische Geherin.
Jackson startet für Redcar RWC. 2006 wurde sie für England startend bei den Commonwealth Games in Melbourne Siebte im 20-km-Gehen. Bei den Leichtathletik-Weltmeisterschaften in Osaka kam sie auf Rang 25, bei den Olympischen Spielen 2008 in Peking auf Rang 21, und bei den Weltmeisterschaften 2009 in Berlin wurde sie disqualifiziert. 2010 siegte sie bei den Commonwealth Games in Delhi. Einem 22. Platz bei den Weltmeisterschaften 2011 in Daegu folgte eine Disqualifikation bei den Olympischen Spielen 2012 in London.

## Bestzeiten
- 5000 m Gehen: 20:46,58 min, 14. Februar 2009, Sydney
- 10 km Gehen: 43:52 min, 6. März 2010, Coventry
- 20 km Gehen: 1:30:41 h, 19. Juni 2010, A Coruña